# PERTE
En España, se conoce como PERTE (acrónimo de Proyecto Estratégico para la Recuperación y Transformación Económica) a un instrumento de colaboración público-privada creado por el Gobierno de España en 2020 para fomentar proyectos de carácter estratégico con gran capacidad de arrastre para el crecimiento económico, el empleo y la competitividad de la economía española.

## PERTES
Desde 2021 el Gobierno de España ha aprobado trece PERTES:
| Nombre                                                    | Objetivo principal | Año  | Financiación total prevista (en millones de euros) | Ref.   |
| --------------------------------------------------------- | --- | ---- | -------------------------------------------------- | ------ |
| Desarrollo del vehículo eléctrico y conectado             | La creación del ecosistema necesario que permita el desarrollo de una industria del automóvil innovadora, con fuerte tracción sobre otros sectores económicos, para dar respuesta a la nueva movilidad sostenible y conectada y a la generación de nuevas actividades. | 2021 | 24 000                                             | [ 3 ]  |
| Salud de vanguardia                                       | Fomentar la generación sostenible de tejido industrial rejuvenecido, resiliente y próspero, y la creación de empleo de calidad a través de la colaboración público-privada bidireccional y cohesionada, orientado a la protección de la salud colectiva e individual mediante un sistema de salud de altas prestaciones transformado digitalmente.                                                       | 2021 | 1469                                               | [ 5 ]  |
| Energías renovables, hidrógeno renovable y almacenamiento | Dotar a España de autonomía estratégica en el ámbito energético, fomentar el empleo sostenible y potenciar el sector empresarial nacional. | 2021 | 16 300                                             | [ 7 ]  |
| Agroalimentario                                           | La creación del ecosistema necesario para que se pueda fomentar el desarrollo, la transformación digital y la modernización de dicho sector en España, atendiendo de manera integral a todas las necesidades y específicamente en el ámbito industrial. | 2022 | 1003                                               | [ 9 ]  |
| Nueva economía de la lengua                               | Potenciar y consolidar el uso del español en el mundo digital, científico y cultural. | 2022 | 1100                                               | [ 11 ] |
| Economía circular                                         | Contribuir a los esfuerzos de España por lograr una economía sostenible, descarbonizada, eficiente en el uso de los recursos y competitiva. | 2022 | 1200                                               | [ 13 ] |
| Industria naval                                           | Apoyar la diversificación, modernización y productividad del ecosistema naval español. | 2022 | 1460                                               | [ 15 ] |
| Aeroespacial                                              | Posicionar al sector aeroespacial español como actor clave ante los nuevos retos y oportunidades asociados a las grandes transformaciones previstas en el sector. | 2022 | 4534                                               | [ 17 ] |
| Digitalización del ciclo del agua                         | La modernización del ciclo de agua a través de tres herramientas: la digitalización -que es la herramienta principal, la innovación y la formación. De esta forma, la gestión del agua será eficiente y sostenible. | 2022 | 3060                                               | [ 19 ] |
| Microelectrónica y semiconductores                        | Desarrollar las capacidades de diseño y producción de la industria de microelectrónica y semiconductores en España de manera que se genere un importante efecto multiplicador no solo en los sectores tecnológicos, sino en el conjunto de la economía española. | 2022 | 12 250                                             | [ 21 ] |
| Economía social y de los cuidados                         | Impulsar y desarrollar la Economía Social española y su potencial transformador; desarrollar e impulsar sus servicios avanzados en el ámbito de los cuidados, accesibles y centrados en las personas; y configurar un Hub de Vanguardia, referente en Economía Social al servicio de la transferencia e intercambio de conocimiento con las entidades de la Economía Social al servicio de los cuidados. | 2022 | 808                                                | [ 23 ] |
| Descarbonización industrial                               | Facilitar la modernización y transformación de la industria manufacturera, impulsando nuevas soluciones tecnológicas e innovadoras, sobre la cadena de valor de la industria manufacturera que permitan alcanzar el objetivo último de descarbonización y neutralidad climática garantizando una adecuada calidad del aire.                                                                              | 2022 | 11 800                                             | [ 25 ] |
| Industralización de la Vivienda                           | Fomentar la construcción de vivienda prefabricada. | 2025 | 1300                                               | [ 27 ] |